# Distrito de Fürstenfeldbruck
Fürstenfeldbruck  es uno de los 71 distritos en que está dividido administrativamente el estado alemán de Baviera.
El distrito de Fürstenfeldbruck está situado en el oeste de la Región Administrativa de Alta Baviera. Limita en el norte con el distrito de Dachau, en el este con la ciudad independiente de Múnich y el distrito de Múnich, en el sur con el distrito de Starnberg, en el sudeste con el distrito de Landsberg am Lech y en el noroeste con el distrito de Aichach-Friedberg.

## Geografía
Geológicamente, el distrito de Fürstenfeldbruck se divide en cuatro zonas. En el este y el sureste se encuentra una tierra llana con campos áridos sobre la llanura de balasto muniquesa. Por todo el sur, al sur de Moorenweis y Jesenwang, predominan los bosques mixtos y las praderas, marcado por un paisaje de morrenas jóvenes, que se formaron durante la Era Glacial de Würm entre los años 100 000 y 75 000 a. C. Al norte de esto, la mayor parte del distrito, hasta la altura del Unterschweinbach, se caracteriza por la presencia de antiguas morrenas en forma de colina con campos productivos. Este paisaje de morrenas se formó durante la Era Glacial de Riss entre los años 270 000 y 150 000 a. C. De las morrenas frontales se formaron lo que se conoce como Kettle o marmita de gigante. Se trata de lagos que con el paso del tiempo se convirtieron en pantanos. En Fürstenfeldbruck, se puede citar Haspelmoor como ejemplo de Kettle. Finalmente, en todo el norte, aproximadamente desde una línea que cruza los municipios de Tegernbach bei Mittelstetten, Unterschweinbach y Überacker, se puede encontrar solo una tierra de colinas ligeramente onduladas, de terrenos barrosos y arenosos. Aquí predominan los bosques de coníferas y los campos profundos.
El río Amper atraviesa el distrito de norte a sur. Casi paralelo a éste, pero más al norte, pasa el pequeño Maisach.

## Historia
El territorio que ocupa actualmente el distrito de Fürstenfeldbruck pertenece desde antiguo a Baviera. A principios del siglo XIX fueron fundados los Landgerichtsbezirke (Distritos de Audiencia provincial) de Dachau y Landsberg. De parte de esos dos Landgerichtsbezirke se formó en 1823 el Landegerichtsbezirke independiente de Bruck. Pertenecía a Isarkreis (desde 1838 Alta Baviera). En 1862, del Landgerichtsbezirke de Bruck, se formó la Junta Municipal del mismo nombre, que en 1908 pasó a denominarse Fürstenfeldbruck. En 1939, de la Junta Municipal se formó la Junta del Jefe de Distrito y del bezirk se formó el distrito de Fürstenfeldbruck, sufriendo solamente ligeras modificaciones fronterizas en el oeste.

## Kreistag
El Kreistag (Parlamento del distrito) está compuesto de 70 miembros: 
- CSU 31 Escaños
- SPD 14 Escaños
- FW 7 Escaños
- Bündnis 90/Die Grünen 10 Escaños
- UBV 3 Escaños
- FDP 4 Escaños
- DP 0 Escaños
- Ödp 1 Escaños

## Escudo
Dos hileras de cuadros rojos y plateados separan las dos partes del escudo. La de arriba, tiene una corona de príncipe sobre un fondo verde; la de abajo, un puente de piedra plateado con tres arcos. Las hileras de cuadros proceden del escudo de armas familiar de los fundadores del monasterio de San Bernardo. La corona de príncipe simboliza que los Wittelsbach también participaron en la fundación, mientras que el puente representa el mercado de Bruck. El escudo fue aprobado mediante una resolución oficial del Kreistag el 30 de junio de 1967, y está basado en el escudo que estuvo en vigor hasta 1936.

## Colaboración entre distritos
Desde 1991 existe una colaboración oficial con el distrito de Greiz (antes Zeulenroda) de Turingia.

## Economía e Infraestructuras

Transportes en distrito Fürstenfeldbruck

El distrito se divide, tanto a nivel económico como de densidad de población, en dos partes claramente diferenciadas. En la zona este, muy poblada, se establecieron a gran escala empresas de tamaño medio; mientras que, en el oeste, menos poblado, abundan sobre todo las empresas agrícolas.

### Transportes
Por el distrito pasan dos líneas férreas principales:
La sociedad de ferrocarriles Manchen-Augsburger comenzó entre 1839 y 1840 esta tarea. Hasta Mammendord (antes Nannhofen) hay vías especiales para las 4 líneas paralelas de tren suburbano. 
En 1873 la Compañía Estatal de Ferrocarriles de Baviera inauguró la línea Múnich- Fürstenfeldbruck-Geltendorf.
Las vías principales del municipio son:
- La autovía A8 Múnich-Stuttgart (Nordeste)
- La A99 (Nordeste)
- A96 Múnich- Lindau (Sur)
- Carreteras federales B2 y B471, que atraviesa el municipio.

## Ciudades y municipios

Ciudades y municipios en distrito Fürstenfeldbruck

(Habitantes, 30 de septiembre de 2006)
| Ciudades 1. Fürstenfeldbruck, Große Kreisstadt (33 694) 2. Germering, Große Kreisstadt (37 003) 3. Olching (24 378) 4. Puchheim (19 375) Condados 1. Grafrath (Municipios de Grafrath, Kottgeisering y Schöngeising) 2. Mammendorf (Municipios de Adelshofen, Althegnenberg, Hattenhofen, Jesenwang, Landsberied, Mammendorf, Mittelstetten y Oberschweinbach) | Municipios 1. Adelshofen (1573) 2. Alling (3450) 3. Althegnenberg (1842) 4. Egenhofen (3224) 5. Eichenau (11 468) 6. Emmering (5952) 7. Grafrath (3548) 8. Gröbenzell (19 202) 9. Hattenhofen (1392) 10. Jesenwang (1527) 11. Kottgeisering (1515) 12. Landsberied (1442) 13. Maisach (12 669) 14. Mammendorf (4546) 15. Mittelstetten (1640) 16. Moorenweis (3768) 17. Oberschweinbach (1515) 18. Schöngeising (1902) 19. Türkenfeld (3492) |